# جون رادفورد (سياسي)
جون رادفورد (بالإنجليزية: John Radford)‏ هو سياسي أسترالي، ولد في 14 فبراير 1930، وتوفي في 27 نوفمبر 2001. انتخب عضو المجلس التشريعي الفيكتوري.